# 219286 Helenewinters
219286 Helenewinters è un asteroide della fascia principale. Scoperto nel 2000, presenta un'orbita caratterizzata da un semiasse maggiore pari a 2,391674 UA e da un'eccentricità di 0,138171, inclinata di 5,338838° rispetto all'eclittica.